# Взрывы в Браззавиле (2012)
Взрывы в Браззавиле — чрезвычайное происшествие, случившееся 4 марта 2012 года в столице Республики Конго городе Браззавиль.

## Происшествие
Приблизительно в 8 часов утра по местному времени на складе боеприпасов, расположенном на военной базе «Режиман блинд» (Regiment Blinde), находящейся между кварталами Мпила и Талангаи, возник пожар, вследствие чего произошла серия взрывов.
Причиной возникновения пожара позже будет названо короткое замыкание. При этом министр обороны страны Чарльз Закария Боаво полностью исключил возможность теракта или нападения внешних врагов.
Детонация снарядов, хранившихся на складе, спровоцировала многочисленные пожары в городе.
Клубы дыма были видны в Киншасе — столице соседнего государства — Демократической Республики Конго (ДРК), расположенной на противоположном берегу реки Конго. Власти ДРК прервали паромное сообщение между Киншасой и Браззавилем.
Происшествие вызвало панику среди населения Браззавиля, поскольку многие решили, что началась война либо совершился государственный переворот. Паника возникла и у населения Киншасы.
В Браззавиле возник транспортный коллапс, поскольку многие жители, поддавшись панике, спешили покинуть город. В больницах города не хватало мест для всех пострадавших.
Из-за резко возросших нагрузок в городе была отключена телефонная связь.
Опасаясь мародёрства, власти страны выступили с призывом к населению сохранять спокойствие, сообщив, что угроза миновала.

## Жертвы и разрушения
Согласно официальным данным, озвученным правительством страны и государственным радио, в результате инцидента погибло 246 человек, однако западные СМИ называют иные цифры — от 306 до 322 человек погибших. Данные цифры являются предварительными, поскольку многие жители погибли в своих домах и оказались погребены под завалами.
Ранения получили 1340 человек.
Среди пострадавших — несколько граждан КНР, работников китайской строительной компании Beijing Construction Engineering Group, трудившихся на стройке в районе эпицентра взрыва; шесть китайских рабочих погибли, один числится пропавшим без вести, ещё несколько десятков получили ранения и были доставлены в больницу.
Россиян среди пострадавших, согласно официальному заявлению МИД РФ, нет.
Чрезвычайное происшествие повлекло значительные разрушения в городе. Дома в непосредственной близости от места взрыва оказались полностью разрушенными взрывной волной; также была разрушена церковь, в которой во время взрыва шла месса и находились прихожане.
Около пяти тысяч человек в Браззавиле остались без крова. Также взрывами уничтожено три школы.
В числе других строений повреждения получило и российское посольство: в здании дипмиссии выбиты стёкла, а в одном из помещений обвалился потолок. Инцидент, однако, не помешал проведению голосования на выборах Президента РФ, проходившему в этот день в помещении посольства.
Сообщается, что стёкла выбиты также в представительстве китайского информационного агентства «Синьхуа».
От взрывов пострадали даже дома в соседней Киншасе: у некоторых из них взрывной волной выбиты стёкла.

## Ликвидация последствий
В наиболее пострадавших районах города был введён комендантский час, производится эвакуация жителей.
Правительство страны распорядилось о выводе из города всех военных объектов (в Браззавиле дислоцируется пять воинских частей).
Власти обратились к международным организациям с просьбой об оказании гуманитарной помощи.
Франция направила в Конго медицинский персонал для оказания помощи пострадавшим и 2,5 тонны медикаментов.
Помощь пострадавшим оказывают также специалисты из Италии, Марокко, Сан-Томе и Принсипи, Демократической Республики Конго.

## Соболезнования Д. А. Медведева
Президент России Д. А. Медведев направил президенту Конго Дени Сассу-Нгессо телеграмму, в которой выразил свои соболезнования по поводу трагедии:
С чувством глубокого сопереживания узнал о трагическом происшествии в столице Республики Конго городе Браззавиле — взрывах на складе боеприпасов, повлёкших большое количество человеческих жертв.